# Metroid II: Return of Samus
| Mottagande                 | Mottagande              |
| Samlingsbetyg              | Samlingsbetyg           |
| Tjänst                     | Betyg                   |
| -------------------------- | ----------------------- |
| Gamerankings               | 78,90% (10 recensioner) |
| Recensionsbetyg            |                         |
| Publikation                | Betyg                   |
| 1UP.com                    | D+                      |
| IGN                        | 9,0/10                  |
| Nintendo Power             | 4,2/5                   |
| Official Nintendo Magazine | 78%                     |

Metroid II: Return of Samus (メトロイドII RETURN OF SAMUS Metoroido Tsū Ritān Obu Samusu?) är ett det andra spelet i Metroid-serien av Nintendo. Det släpptes till Game Boy i november 1991 i Nordamerika och 1992 i resten av världen. Det är uppföljaren till Metroid till Nintendo Entertainment System och är det enda spelet i serien som inte har en tidsbaserad flyktsekvens i sig.

## Handling
| ”                    | Rymdjägaren Samus Aran återvänder för att kämpa mot en planet full av onda varelser. De är fast beslutna att ta över universum i denna fortsättning på det klassiska NES-spelet. Tag befälet! Styr Samus genom väldiga korridorer, gamla ruiner och farliga fällor. På metroidernas mystiska planet hittar du föremål från en försvunnen värld som ger fantastiska förmågor: skär rakt genom hemska varelser, rulla genom dolda tunnlar och klättra uppför lodräta väggar! | „ |
| – Nintendo Spelguide | |   |

I spelet åker Samus Aran till planeten SR388, för att utrota alla Metroider. I detta spel (olikt originalspelet) behöver spelaren inte samla uppgraderingar för att få fortsätta i spelet, utan hela vistelsen på SR388 går i stället ut på att utplåna Metroider. Efter att en viss mängd har blivit utplånade får spelaren tillgång till nya platser. 
Spelet börjar med att berätta att man har 39 Metroider kvar att utplåna innan man är klar med sitt uppdrag. Dessa Metroider är i olika evolutionssteg och vissa har utvecklats mer än andra. Nedan följer deras utvecklingsfaser:
| Namn           | Antal | Utvecklingsfas |
| -------------- | ----- | -------------- |
| Infant Metroid | 1     | Första fasen   |
| Metroid        | 8     | Andra fasen    |
| Alpha Metroid  | 15    | Tredje fasen   |
| Gamma Metroid  | 16    | Fjärde fasen   |
| Zeta Metroid   | 3     | Femte fasen    |
| Omega Metroid  | 4     | Sjätte fasen   |
| Queen Metroid  | 1     | Sjunde fasen   |

Efter att Samus har besegrat 38 av dessa Metroider upptäcker hon att fler Metroider finns på planeten. Innan hon kan konfrontera Queen Metroid måste hon först möta ytterligare 8 stycken vanliga Metroider. När hon väl har besegrat alla dessa och Queen Metroid, kommer slutsekvensen som visar hur Samus hittar ett okläckt Metroidägg på marken. Strax efteråt kläcks ägget och ur kommer en nyfödd Metroid. Denna Metroid får syn på Samus och tror att hon är dess moder. Samus bestämmer sig för att behålla denna Metroid i forskningssyfte. Detta leder sedan vidare till handlingen i Super Metroid.

## Nya versioner

### Metroid II: Return of Samus DX
Detta spel skulle bli en nydaning av detta spel. Spelet skulle vara i färg och det skulle ingå i DX-serien (tillsammans med bland annat The Legend of Zelda: Link's Awakening DX och Super Mario Bros. Deluxe), men spelet släpptes aldrig.

### Project AM2R
Project AM2R (akronym för Another Metroid 2 Remake) är ett fanutvecklat spel som först påbörjades av DoctorM64, vars riktiga namn är Milton, under 2005–2006. Han säger att anledningen till att han utvecklar detta spel själv är att han gärna hade sett en nydaning av spelet, med samma grafik som i Metroid: Zero Mission. Sedan april 2011 närmar sig spelet slutskedet i sin utveckling, och cirka 90 % av spelet är klart. Spelet släpptes den 6 augusti 2016, men fick utstå legala problem av Nintendo kort efter lanseringen.

## Utmärkelser
Nintendo-Magasinet placerade spelet på plats 1 över årets bästa Game Boy-spel vad det gällde grafik och ljud samt vad det gällde utmaning och plats 1 vad det gällde bästa Game Boy-spel överlag under 1992. WatchMojo.com placerade Return of Samus på plats 9 på deras lista Top 10 Gameboy Games.